# Posada Jaćmierska

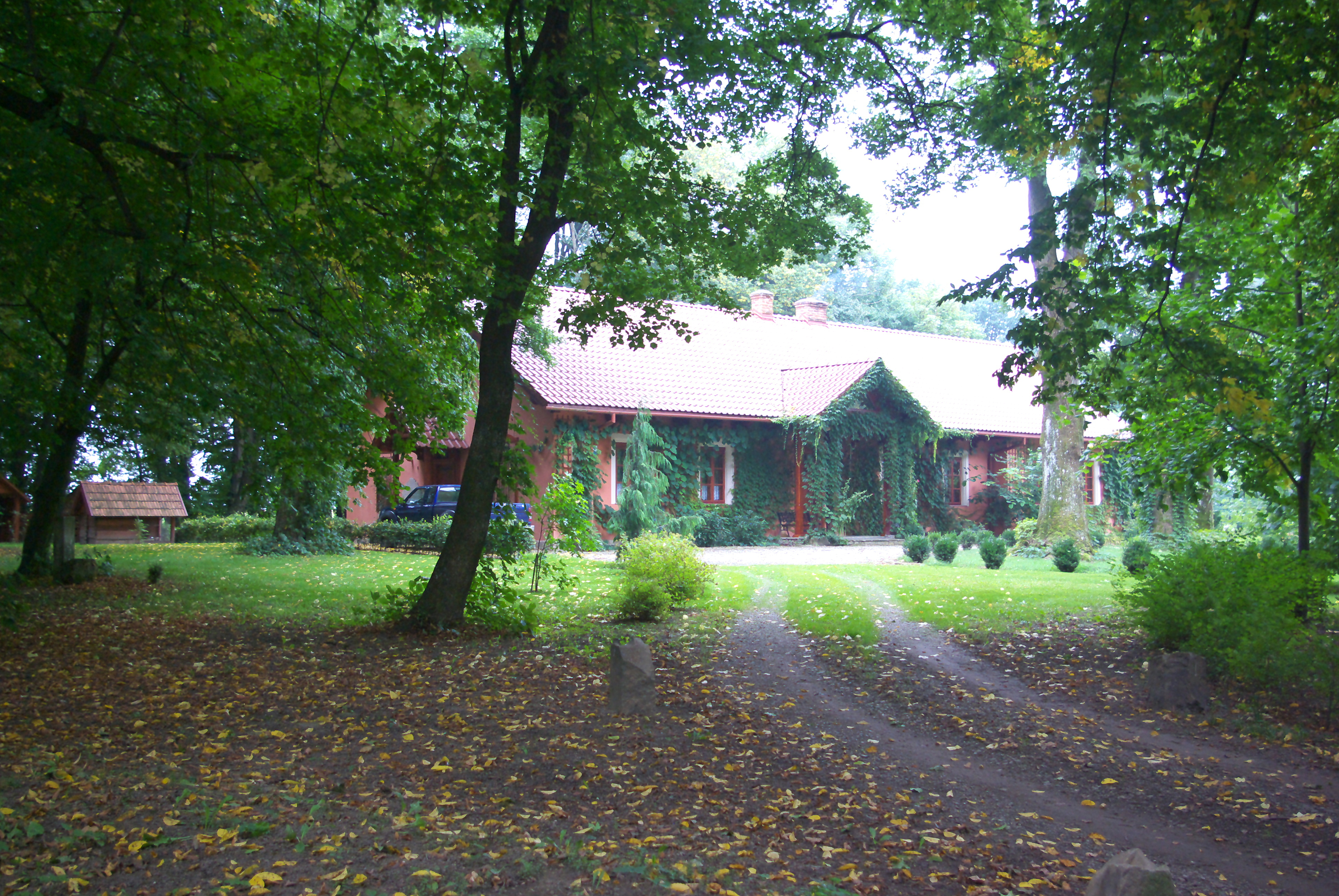
Gutshof (1851)

Posada Jaćmierska ist eine Ortschaft mit einem Schulzenamt der Gemeinde Zarszyn im Powiat Sanocki der Woiwodschaft Karpatenvorland in Polen.

## Geographie
Der Ort liegt im Sanoker Flachland. Die Nachbarorte sind Jaćmierz im Norden, Górki im Nordosten, Bażanówka im Osten, Zarszyn im Süden, Besko im Südwesten.

## Geschichte
Der Name Posada (siehe auch Possad, eine Vorstadt), im Sanoker Land häufiger, aber ungewöhnlich in Polen, steht immer mit den Namen der benachbarten Städte in Verbindung (Posada Jaćmierska, Posada Zarszyńska, Posada Sanocka usw.). Das führte Forscher der Siedlungsgeschichte in diesem Gebiet zur Schlussfolgerung, dass es sich um die alten Siedlungen handelt, auf deren Grund die Städte gegründet würden. Diese Städte wurden anfangs oft als die Dörfer, die heute Posada heißen, urkundlich erwähnt, aber nach Forscheranalysen wurden die Namen der Städten von den älteren Siedlungen übertragen. Im Fall von Jaćmierz wurde das mit der Erwähnung in suburbio in Iaczymyrz alim Possada (1525) bestätigt. Die Historiker vermuten in Posada Jaćmierska (Jaćmierz) sogar die Existenz eines Burgwalls in der Zeit des Fürstentums Halytsch-Wolodymyr oder früher. Der Name war vom Personennamen Jacze(-i)mirz > Jaćmierz, ruthenisch Jačimir > Jačmir, abgeleitet.
Das heutige Dorf Posada Jaćmierska wurde also im Jahr 1390 als Jaczimirz erstmals urkundlich erwähnt, als es vom König Władysław II. Jagiełło dem deutschstämmigen Ritter Fryderyk My(s)snar aus Meißen erteilt wurde. Zwischen den Jahren 1428 und 1436 wurde die Stadt (Oppido) mit Namen Jaćmierz (Iaczymyrz) gegründet. Gleichzeitig wurde das Dorf zur Posada umbenannt, und zwar schon im Jahr 1436 als Super ... opidi Iaczymyrzensis Possada seu suburbio erwähnt.
Die Historiker Adam Fastnacht sowie Władysław Makarski vermuten, dass das Dorf Posada Jaćmierska (ursprünglich Jaćmierz) als ein Dorf unter dem polnischen Recht sowie im 15. Jahrhundert mit dem polnischen Bewohner (mit dem Einschlag der deutschen zugewanderten Ansiedler in Jaćmierz), von Anfang an (vor dem Jahr 1340) polnisch sei. Nach dem Forscher Wojciech Blajer hatte im Mittelalter das Dorf Posada Jaćmierska „geringen, schwierig bestimmbaren oder nur vermutlichen Anteil deutscher Bevölkerung“, was dem kleineren Anteil deutscher Bevölkerung in der Stadt Jaćmierz widerspricht.
Später wurde das Dorf als posszada Iaczimirszka (1474), Possada superiori et inferiori (1486), Possada Maior, Possada Minor (1518), in suburbio in Iaczymyrz alim Possada (1525), na Posadzie Jacimirskiej (1638), Posada Dolnia et Wysznia (1721), Posada (1794), Posada Jaćmierska (1887) erwähnt.
Bei der Ersten Teilung Polens kam Posada Jaćmierska 1772 zum neuen Königreich Galizien und Lodomerien des habsburgischen Kaiserreichs (ab 1804). Ab dem Jahr 1855 gehörte Posada Jaćmierska zum Bezirk Krosno. Im Jahr 1900 hatte die Gemeinde 958 Einwohner, davon alle römisch-katholisch und polnischsprachig.
Nach dem Ende des Ersten Weltkriegs und dem Zusammenbruch der k.u.k. Monarchie, kam Posada Jaćmierska 1918 zu Polen. Unterbrochen wurde dies nur durch die Besetzung Polens durch die Wehrmacht im Zweiten Weltkrieg. Von 1975 bis 1998 gehörte Posada Jaćmierska zur Woiwodschaft Krosno.